# Pilar Urbano Casaña
Pilar Urbano Casaña (València, 1940) és una periodista valenciana que ha col·laborat en diversos mitjans espanyols i una escriptora especialment coneguda per les seves investigacions sobre la monarquia espanyola i el Cop d'estat del 23 de febrer.

## Biografia
Estudià Filosofia i Lletres i obtingué les millors qualificacions de la promoció de la Escuela Oficial de Periodismo de Madrid. Ha treballat com a comentarista política al diari ABC fins al 1985, al diari Ya fins al 1989, i actualment col·labora amb El Mundo i la revista Época.
El 1988 va col·laborar en el programa Directamente Encarna d'Encarna Sánchez a la Cadena COPE. També va participar en la tertúlia política dels programes de Jesús Hermida La noche de Hermida (1993) i Hermida y Cía (1994), ambdós d'Antena 3. A la temporada 1994-1995 es va incorporar com a comentarista a l'espai Informativos Telecinco presentat per Carmen Tomás. També treballà al programa La Brújula(1995-1998), d'Onda Cero, conduït per Ernesto Sáenz de Buruaga.
Especialitzada en la publicació de llibres sobre temàtiques d'actualitat, entre els assumptes sobre els que ha escrit hi ha l'atac terrorista de l'11 de setembre del 2001, Josepmaria Escrivà, la reina Sofia de Grècia i el jutge Baltasar Garzón. No obstant això, els assumptes on més s'ha destacat han estat el cop d'estat del 23-F a Espanya, del que va ser un testimoni directe perquè en aquell moment estava a la tribuna de periodistes del Congrés dels Diputats. Les presentacions de diversos dels llibres han anat acompanyats de polèmica.

## Llibres publicats
- Pilar Urbano. España cambia la piel: entrevistas políticas.  Sedmay, 1976.
- Pilar Urbano. Yo entré en el Cesid.  Plaza & Janés, 1997. ISBN 978-84-01-37604-7.
- Pilar Urbano; Baltasar Garzón Garzón: el hombre que veía amanecer.  Plaza & Janés Editores, 2000. ISBN 978-84-01-37651-1.
- Pilar Urbano. Con la venia yo indague el 23-F / With Permission I've asked the 23-F.  Random House Mondadori, 1 gener 2003. ISBN 978-84-9759-412-7.
- Pilar Urbano. El Hombre de Villa Tevere: los años romanos de Josemaría Escrivá.  Debolsillo, 2004. ISBN 978-84-9793-378-0.
- Pilar Urbano. Jefe Atta.  Debolsillo, 2004. ISBN 978-84-9793-191-5.
- Pilar Urbano. La Reina / The Queen.  Plaza & Janés, 30 gener 2004. ISBN 978-84-01-33509-9.
- Pilar Urbano. La madre del ajusticiado.  Editorial Planeta, 6 febrer 2008. ISBN 978-84-08-07802-9.
- Pilar Urbano. El precio del trono.  Grupo Planeta, 19 novembre 2011. ISBN 978-84-08-11093-4.
- Pilar Urbano. La Reina muy de cerca.  Grupo Planeta, 16 juny 2012. ISBN 978-84-08-01354-9.
- Pilar Urbano. La gran desmemoria: Lo que Suárez olvidó y el Rey prefiere no recordar.  Grupo Planeta, 31 març 2014. ISBN 978-84-08-12552-5.